# Бадачу

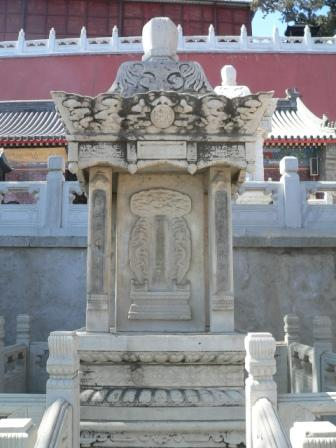
Пагода-сокровищница в Храме Линьгуан

Бадачу (кит. упр. 八大處, пиньинь bādàchǔ, палл. бадачу; также известен как «Бадачу Парк») — комплекс монастырей на городской окраине Пекина, означает «Восемь Великих мест» и относится к буддийским храмам и монастырям разбросанных по холмам Цуйвэй, Пинпо, Луши в Шицзиншань, у подножья Сишань.

## Храмы и монастыри
- Храм Чанъань (кит. упр. 长安寺, пиньинь chang'an si, палл. Чанъань сы), — Вечный мир.
- Храм Лингуан (кит. упр. 灵光寺, пиньинь lingguang si, палл. Лингуан сы), — Божественный Свет.
- Женский монастырь Саньшань (кит. упр. 三山庵, пиньинь Sanshan an, палл. Саньшань ань) — женский монастырь Три горы.
- Храм Дабэй (кит. упр. 大悲寺, пиньинь dabei si, палл. Дабэй сы) — Великое Сострадание.
- Женский монастырь Лунцюань (кит. упр. 龙泉庵, пиньинь Longquan an, палл. Лунцюань ань) — женский монастырь Драконов источник.
- Храм Сянцзе (кит. упр. 香界寺, пиньинь Xiangjie si, палл. Сянцзе сы) — Мир Благовоний.
- Пещера Баочжу (кит. упр. 宝珠洞, пиньинь baozhu dong, палл. Баочжу дун) — Драгоценная жемчужина.
- Храм Чжэнго (кит. упр. 正果寺, пиньинь zhengguo si, палл. Чженго си) — Прямое Воздаяние.

## Посещение
Бадачу является привлекательным местом для посещения круглый год. Здесь приятный климат, прохладно летом и тепло зимой. Посетители могут прогуливаться из одного храма в другой, наслаждаясь прекрасным пейзажем, любуясь беседками и редкими древними деревьями. Некоторые из этих деревьев посажены более 6 веков назад, но по прежнему в отличном состоянии. В сентябре и октябре, когда листья становятся красными, толпы туристов приезжают, чтобы подняться в горы. Канатная дорога связывает подножие и вершину холма. Кроме того, спуститься с вершины можно на специальных санках, похожих на те, что используются в бобслее.

### На английском
- The Eight Great Temples in the Western Hills (Badachu)